# NGC 4951
NGC 4951 é uma galáxia espiral barrada (SBc) localizada na direcção da constelação de Virgo. Possui uma declinação de -06° 29' 39" e uma ascensão recta de 13 horas, 05 minutos e 07,5 segundos.
A galáxia NGC 4951 foi descoberta em 17 de Abril de 1784 por William Herschel.